# Neoerastria nigritula
Neoerastria nigritula är en fjärilsart som beskrevs av Achille Guenée 1852. Neoerastria nigritula ingår i släktet Neoerastria och familjen nattflyn. Inga underarter finns listade i Catalogue of Life.